# Ezkurra
Ezkurra és un municipi de Navarra, pertanyent a la comarca de Malerreka dins la merindad de Pamplona. Està situat entre Doneztebe i Leitza.

## Topònim
Ezkur significa gla en basc, pel que ezkurra significaria literalment la gla. Es creu que el topònim fa referència de l'abundància d'arbres que donaven aquest fruit en el lloc on el seu va situar la població.

## Demografia
| Evolució demogràfica                               | Evolució demogràfica | Evolució demogràfica | Evolució demogràfica | Evolució demogràfica | Evolució demogràfica | Evolució demogràfica | Evolució demogràfica | Evolució demogràfica | Evolució demogràfica | Evolució demogràfica |
| 1996                                               | 1998                 | 1999                 | 2000                 | 2001                 | 2002                 | 2003                 | 2004                 | 2005                 | 2006                 | 2007                 |
| -------------------------------------------------- | -------------------- | -------------------- | -------------------- | -------------------- | -------------------- | -------------------- | -------------------- | -------------------- | -------------------- | -------------------- |
| 253                                                | 252                  | 245                  | 232                  | 224                  | 213                  | 204                  | 200                  | 200                  | 193                  | 186                  |
| Fonts: Ezkurra i Institut d'Estadística de Navarra |                      |                      |                      |                      |                      |                      |                      |                      |                      |                      |

## Personatges cèlebres
- Juan Mari Bengoetxea, ex pilotari Bengoetxea III.
- Mikel Bengoetxea, ex pilotari Bengoetxea IV.
- Mikel Mindegia Labayen, aizkolari.